# Hedya abjecta
Hedya abjecta är en fjärilsart som beskrevs av Falkovich 1962. Hedya abjecta ingår i släktet Hedya och familjen vecklare. Inga underarter finns listade i Catalogue of Life.